# Mama Kanny Diallo
Kanny Diallo, surnommée Mama Kanny Diallo, née en 1952 à Labé capitale de la Moyenne-Guinée est une spécialiste en finance et commerce international, haut cadre et femme politique guinéenne.
Kanny Diallo est ministre du plan et du développement économique du 26 décembre 2015 au 5 septembre 2021,.

## Biographie

### Études et formations
Originaire de Kankalabé à Dalaba, elle est la fille d'un chef de canton de Kébali. 
Née en 1952 à Labé, Mama Kanny Diallo est titulaire d’un diplôme d’études approfondies (DEA), spécialisation en finance et commerce international, de l’American University à Washington de 1983 en 1985, et d’une maîtrise en sciences économiques, spécialisation en relations internationales et développement, de l'université Paris-Nanterre, de 1980 à 1981.
Dans le cadre de la formation post-universitaire, elle a obtenu un certificat en programmation financière de l’institut du FMI en 2004, un certificat en politique, réforme institutionnelle et développement durable de l’Institut Multilatéral africain en 1999 , ainsi qu’un Certificat en Gestion macroéconomique de l’Harvard Institute for International Development de l’université Harvard en 1992.

### Activités professionnelles
Elle commence sa carrière en 1981 en tant qu’assistante technique au conseil d’administration et au département Afrique du Fonds monétaire international (FMI) à Washington DC, puis comme assistante de recherche au sein de la division de la dette extérieure, département des projections et des analyses macro-économiques de la Banque mondiale, à Washington de 1985 à 1986.
De 1995 à 2005, elle est la principale économiste du Département des opérations région Nord (Tunisie, Maroc, Égypte, Soudan, Libye), au sein de la BAD. De 1986 à 1994, elle exerce plusieurs fonctions au sein dans les divers départements de la même institution, en qualité d’économiste supérieure puis de chargée de programmes.
Avant de rejoindre le gouvernement guinéen, Kanny Diallo est chargée de développement des capacités en chef de l’Institut africain de développement (IAD), au sein de la Banque africaine de développement (BAD), de 2005 à 2015.

## Ministre
Depuis le 26 décembre 2015, Elle est la ministre du Plan et du Développement économique dans le gouvernement Youla puis reconduit en 2018 dans le gouvernement Kassory I et II  jusqu'à la chute du régime d'Alpha Condé le 5 septembre 2021.

### Vie privée
Elle a été l'épouse du président de la république Alpha Condé, dont elle a divorcé avant que celui-ci ne la nomme ministre.